# Бекабад (місто)
Бекаба́д (узб. Bekobod, до 1964 року — Беговат) — місто на півдні Ташкентської області Узбекистану.

## Географія
Розташований на відстані 115 км від Ташкенту, на обох берегах річки Сирдар'я, біля самого виходу річки з Ферганської долини, на залізничному відрізку Хаваст — Коканд.
Місто складається з декількох мікрорайонів, витягнутих вздовж русла Сирдар'ї.

### Клімат
Місто знаходиться у зоні, котра характеризується кліматом тропічних степів. Найтепліший місяць — липень із середньою температурою 29 °C (84.2 °F). Найхолодніший місяць — січень, із середньою температурою 1.6 °С (34.9 °F).
| Клімат Бекабада         | Клімат Бекабада | Клімат Бекабада | Клімат Бекабада | Клімат Бекабада | Клімат Бекабада | Клімат Бекабада | Клімат Бекабада | Клімат Бекабада | Клімат Бекабада | Клімат Бекабада | Клімат Бекабада | Клімат Бекабада | Клімат Бекабада |
| Показник                | Січ.            | Лют.            | Бер.            | Квіт.           | Трав.           | Черв.           | Лип.            | Серп.           | Вер.            | Жовт.           | Лист.           | Груд.           | Рік             |
| Середній максимум, °C   | 4,8             | 7,2             | 13,8            | 22              | 28              | 33,8            | 35,8            | 33,7            | 28,8            | 21              | 13,2            | 7,1             | 20,8            |
| Середня температура, °C | 1,6             | 3,8             | 10,3            | 17,3            | 22,5            | 27,3            | 29              | 26,7            | 21,8            | 15,3            | 9,2             | 4,1             | 15,7            |
| Середній мінімум, °C    | −3,4            | −1,8            | 3,8             | 10,2            | 14,6            | 18,6            | 20,2            | 17,8            | 12,8            | 7,4             | 2,7             | −0,9            | 8,5             |
| Норма опадів, мм        | 57              | 57.1            | 80.3            | 73.4            | 46.3            | 7.9             | 5.9             | 1               | 4.6             | 39.1            | 45.3            | 54.1            | 472             |
| Днів з опадами          | 9,1             | 9,1             | 10,8            | 10              | 7,7             | 2,6             | 1,2             | 0,6             | 1,4             | 5,2             | 6,9             | 8,8             | 73,4            |
| Вологість повітря, %    | 73.9            | 70.8            | 64.1            | 58.2            | 49.2            | 37.7            | 38              | 40.9            | 44              | 55.6            | 65.5            | 73.6            | 56              |
| ----------------------- | --------------- | --------------- | --------------- | --------------- | --------------- | --------------- | --------------- | --------------- | --------------- | --------------- | --------------- | --------------- | --------------- |
| Джерело: Weatherbase    |                 |                 |                 |                 |                 |                 |                 |                 |                 |                 |                 |                 |                 |

## Історія
Своїм виникнення місто зобов'язане будівництву залізниці. 1899 року було відкрито залізничну станцію Хілково, а при ній селище. Назване селище було за прізвищем одного з керівників будівництва — Хілкова.
Згодом його перейменували в Беговат, причиною цього стало його об'єднання з кишлаком Бекова. У 1929 році був збудований цементний завод, який працює під назвою «Бекабадцемент».

## Промисловість
Бекабад почав розвиватися після будівництва в 1944 році Узбецького металургійного заводу, який працює в основному на металобрухті, що переплавляється. Також поряд (вище за течією річки Сирдар'ї) у 1949 була збудована Фархадська ГЕС.
В місті є цементний завод, завод залізобетонних виробів та інші підприємства будівельної індустрії, які виготовляють шифер, азбоцементні труби, цеглу, вапно, гравій, пісок та інші будівельні матеріали. Також в місті є підприємства легкої та харчової промисловості, бавовнопереробні заводи.

## Освітні заклади
У місті є індустріальний коледж та медучилище.

## Міста-побратими
- Островець-Свентокшиський